# Eudore Pirmez

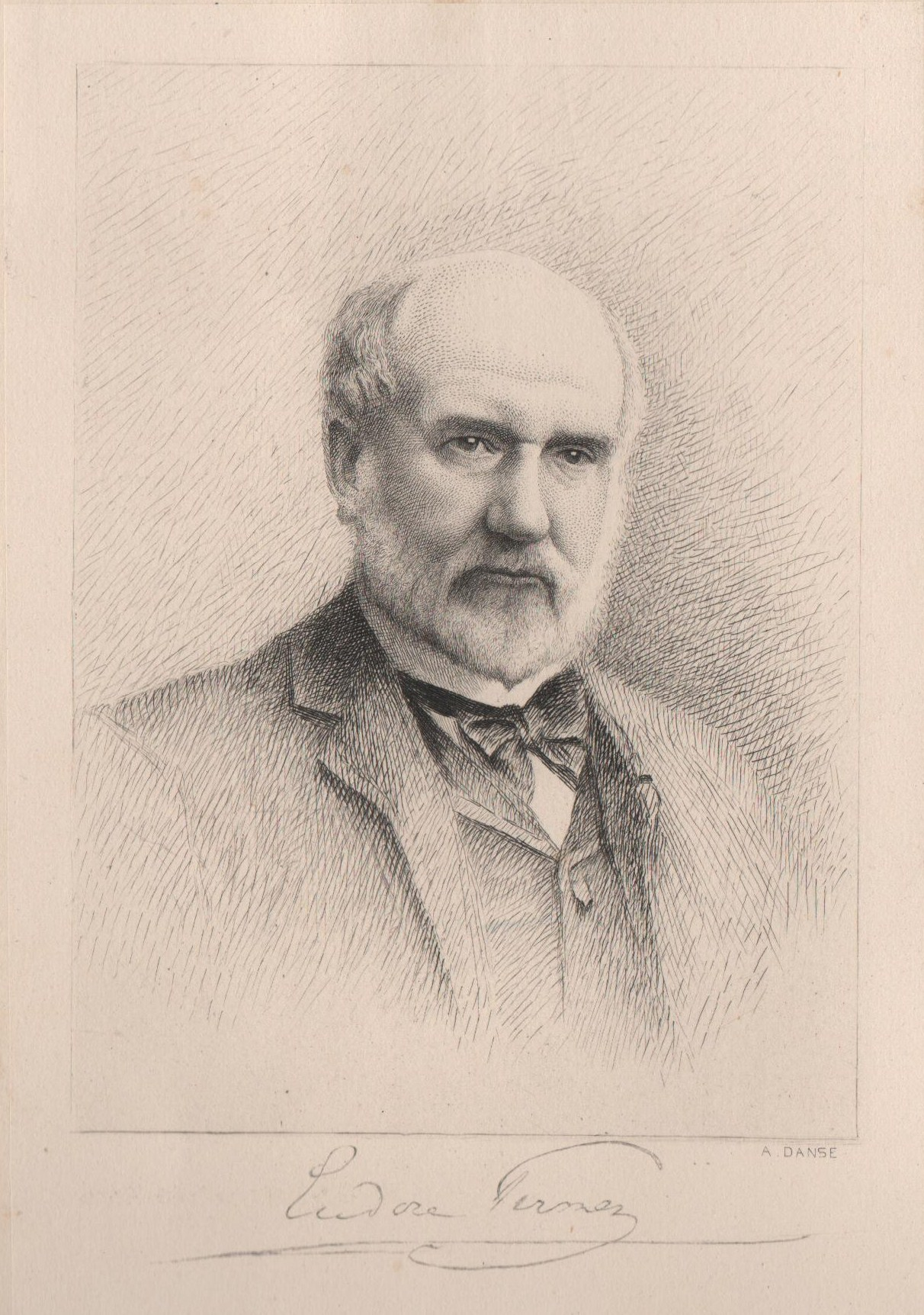
Eudore Pirmez.

Eudore Pirmez, född 14 december 1830 i Marcinelle vid Charleroi, död 2 mars 1890 i Bryssel, var en belgisk politiker. Han var kusin till Octave Pirmez.
Pirmez blev 1851 advokat i Charleroi och var från 1857 till sin död ledamot av deputeradekammaren, där han intog en moderatliberal, ofta förmedlande hållning, men alltid energiskt bekämpade klerikalernas skolpolitik. Han var 1868–1870 inrikesminister i Walthère Frère-Orbans ministär, fick 1884 titeln statsminister och vann, särskilt genom sin flygskrift La crise (1884), rykte som grundlig nationalekonom.